# Obmannschaft Nußdorf
Die Obmannschaft Nußdorf war eine Obmannschaft mit Sitz in Nußdorf, heute eine Gemeinde im oberbayerischen Landkreis Traunstein. 
Die Obmannschaft Nußdorf gehörte zum Schergenamt Niederchiemgau. 